# Guy XII. de Laval

Wappen Guys XII. von Laval entsprechend dem Zweiten Vertrag von Guérande (1381)

Guy XII. de Laval, bis 1348 Jean de Laval (den Namen Guy nahm er nach der Familientradition mit dem Antritt des Erbes seines Bruders an; † 21. April 1412 auf der Burg Laval) war ein Adliger und Militär auf beiden Seiten der bretonisch-französischen Grenze; er war Sire de Laval, Sire de Vitré, Herr von Gavere, Sire de Châteaubriant (bis 1383, da aus dem Recht seiner Ehefrau), Seigneur de Belleville, zudem Graf von Caserta, Seigneur d’Acquigny, Hérouville et de Villemomble, Vicomte de Rennes, und Châtelain du Désert.
Seine Position als wohlhabender Feudalherr, der in die Nachfolgestreitigkeiten im Herzogtum Bretagne (1341–1364) verwickelt ist, stellt ihn ins Zentrum dieses Teils des Hundertjährigen Kriegs. Er ist eng mit den Connétables Bertrand du Guesclin und Olivier V. de Clisson verbunden, die der Linie Laval des Hauses Montmorency nahestanden: Guy XII. war das Oberhaupt der Familie, Olivier de Clisson ab 1361 sein Schwager und du Guesclin mit einer Cousine verheiratet (die 1384 Guys zweite Ehefrau wurde).

## Leben
Guy XII. de Laval war der zweite Sohn von Guy X. de Laval (X 1347) und Béatrix von Bretagne, Dame de Hédé, Herzog Arthur II. war sein Großvater. Familienoberhaupt wurde er 1348 durch den Tod seines Bruders Guy XI. de Laval.
Im gleichen Jahr heiratete er Louise de Châteaubriant, Dame de Châtillon-en-Vendelais et d‘Olivet, Tochter von Geoffroy VIII., Baron de Châteaubriant, und Jeanne de Belleville, der „bretonischen Tigerin“.; sie war die Schwester von Geoffroy IX. de Châteaubriant, der 1347 (in der gleichen Schlacht wie Guy X. de Laval) ohne Nachkommen gestorben war und seine Schwester Louise zur Erbin einer der „Neun alten bretonischen Baronien“ machte.
Zuvor war der Hundertjährige Krieg nach der Schlacht von Crecy (26. August 1346) und der Bretonische Erbfolgekrieg nach der Schlacht von La Roche-Derrien (20. Juni 1347) in eine Ruhephase eingetreten – die nächsten Jahre hatte die Pest Westeuropa fest im Griff. Guy XII. hielt sich in diesen Jahren in Guyenne auf, wo seine Frau Besitz hatte.
Nach dem Abebben der Pest und dem Wiederaufflammen des Kriegs, insbesondere der für Frankreich desaströsen Schlacht von Poitiers am 19. September 1356, bei der König Johann II. in englische Gefangenschaft geraten war, und als Henry of Grosmont, 1. Duke of Lancaster am 3. Oktober 1356 eine Belagerung von Rennes begann, trat Guy XII. wieder in der Bretagne in Erscheinung. Er war ebenso wie de Vicomte Jean I. den Rohan und Charles de Dinan nach Rennes geeilt und hatte sich einschließen lassen, während sich Bertrand du Guesclin, der es nicht mehr in rechtzeitig geschafft hatte, in den umliegenden Wäldern versteckt hielt und die Engländer immer wieder in Alarm versetzte. Trotz eines Waffenstillstand, der auf Vermittlung der päpstlichen Legaten am 23. März 1357 in Bordeaux geschlossen wurde und der von Ostern 1357 bis Ostern 1359 galt, verzögerte der Herzog von Lancaster die Aufhebung der Belagerung bis in den Sommer hinein.
Nach der Schlacht von Auray (29. September 1364), die den Bretonischen Erbfolgekrieg beendete, wurde Bertrand Du Guesclin von John Chandos, dem Chef der englischen Armee, gefangen genommen. Sein Lösegeld betrug 100.000 Livre. König Karl V. brachte 40.000 Livre auf, Guy de Laval den Rest.
1370 erhielt Guy XII. von Laval von König Karl V. den Auftrag, zwei Kompanien aufzustellen, um mit ihnen Plünderungszüge des Feindes zu unterbinden. Am 4. Dezember des Jahres gehörte er zu den Kommandeuren, die in der Schlacht von Pontvallain die Engländer unter Robert Knolles schlugen. Im Jahr darauf nahm er an du Guesclins Feldzug im Poitou teil. Als sich zu Beginn des Jahres 1373 sich die Regionen zwischen Loire und Garonne dem französischen König unterwarfen, erreichten Laval, Clisson und Rohan dabei die Unterwerfung von La Roche-sur-Yon, das sie seit fast einem Jahr belagert hatten. Nach diesem Feldzug kehrte Guy XII. auf seine Lehen zurück.
1380 vermittelte er die Versöhnung zwischen den französischen König Karl V. († 16. September 1380) bzw. seinem noch nicht mündigen Nachfolger Karl VI., und dem bretonischen Herzog Johann V., die in die Unterzeichnung des 2. Vertrags von Guérande am 15. Januar 1381 mündete.
1382 begleitete der mit Frankreich nun versöhnte Herzog den jungen König Karl VI. auf seinem Feldzug nach Flandern. In seinem Gefolge befand sich auch Guy XII. de Laval, der an der Schlacht bei Roosebeke am 7. November 1382 teilnahm. Vom weiteren Feldzug wurde er abgezogen, da der Herzog ihn damit beauftragte, die Bretagne als sein Lieutenant-général zu regieren, mit der Befugnis, wie er selbst zu handeln und Gnaden zu erweisen, Gouverneure und Kapitäne an allen Orten zu errichten, Waffenstillstände zu gewähren.

## Familie
Am 27. November 1383 starb Louise de Châteaubriant, sie wurde im Kloster Clairmont bestattet. Der gemeinsame Sohn Louis, das einzige Kind aus seiner Ehe, ist nur 1369 bezeugt, wird also vor seiner Mutter gestorben sein – die Baronie Châteaubriant wurde nicht zum dauerhaften Besitz der Familie Laval, sie ging an Louis de Dinan über.
Per Ehevertrag (Meslay 28. Mai 1384) heiratete er seine Cousine zweiten Grades Jeanne de Laval, Tochter von Jean de Laval, Seigneur de Châtillon-en-Vendelais, und Isabeau de Tinteniac, die Witwe des 1380 verstorbenen Connétable Bertrand du Guesclin. Die Ehe erforderte einen Dispens wegen naher Verwandtschaft, den der König von Frankreich selbst beim Papst beantragte. Ihre Kinder sind:
- Anne, * 1385; † Vitré 20. Januar 1466, 1412 Dame de Laval et de Vitré, bestattet in Saint-Tugal in Laval. ⚭ (1) (Ehevertrag 15. und 22. Januar 1405) Jean de Montfort, 1406 als Guy XIII. Sire de Laval et de Vitré; † Rhodos 12. August 1414 (Haus Montfort-Laval). ⚭ (2) 1416, dann getrennt, Jean Turpin, burgundischer Kämmerer, 1415/32 bezeugt
- Guy, † vor 1403, bestattet in der Minoritenkirche Notre Dame des Cordeliers in Laval
- François, † vor 1403, bestattet in der Minoritenkirche in Laval
- Guy, * 1389; † 25. März 1413 (alter Stil) durch Sturz vom Pferd, Herr von Gavere, bestattet in der Minoritenkirche in Laval.

Herzog Johann V. starb 1399, sein Sohn Johann VI. war minderjährig. Seine Witwe Johanna von Navarra, übernahm die Regentschaft. Als ihre Wiederverheiratung mit dem englischen König Heinrich IV. in die Wege geleitet wurde, trat sie zugunsten des Herzogs von Burgund als Regentin und Vormund ihres Sohnes zurück (19. Oktober 1402). Der Herzog von Burgund wiederum machte Guy XII. von Laval zu seinem Abwesenheitsvertreter, eine Aufgabe, von der er von Johann VI. erst nach dessen Volljährigkeit mit Patentbrief vom 14. Januar 1404 entbunden wurde.
Guy XII. de Laval starb am 21. April 1412 auf der Burg Laval und wurde – wie seine erste Ehefrau – in der Abbaye de Clairmont bestattet. Seine zweite Ehefrau überlebte ihn gut zwanzig Jahre, sie starb am 27. Dezember 1433 in Vitré und wurde in der Minoritenkirche von Laval bestattet.